# Положенец
«Положе́нец» — на воровском жаргоне в криминальной иерархии человек, назначаемый «вором в законе» и имеющий право принимать решения в его отсутствие и от его имени. «Вор в законе» назначает «положенцев» на определённой территории (или в сфере деятельности), например, в городе. 
«Положенец» является кандидатом на звание «вора в законе», своей деятельностью он должен доказать, что достоин повышения в статусе. В свою очередь, «положенец» может назначать «смотрящего» — человека, который находится ниже его в преступной иерархии и осуществляет контроль и координацию деятельности преступной среды на конкретной территории. «Смотрящие» есть почти в каждом крупном населённом пункте.
По состоянию на 2009 год количество «положенцев» в России больше, чем «воров в законе», примерно в 8—10 раз.